# Publius Annius Florus
Publius Annius Florus (auch Anneus) war ein römischer Dichter und Rhetor des 2. Jahrhunderts.
Florus war mit Kaiser Hadrian befreundet. Unter seinem Namen sind einige Gedichte überliefert, außerdem gilt er als Verfasser einer Abhandlung über die Frage, ob Vergil Dichter oder Redner gewesen sei, von der aber nur der Anfang erhalten ist. Er wird oft mit dem Historiker Florus identifiziert, der eine zweibändige Geschichte Roms verfasste. 